# Megachile albicaudella
Megachile albicaudella är en biart som beskrevs av Pasteels 1965. Megachile albicaudella ingår i släktet tapetserarbin, och familjen buksamlarbin. Inga underarter finns listade i Catalogue of Life.